# ISU Challenger Series 2022/2023
ISU Challenger Series 2022/2023 – 9. edycja zawodów Challenger Series w łyżwiarstwie figurowym. Rozpoczęcie rywalizacji zostało zaplanowane na 12 września w Lake Placid, zaś jej zakończenie na 10 grudnia w Zagrzebiu.

## Kalendarium zawodów
| Lp. | Data                              | Miejsce     | Zawody                     | Źr. |
| --- | --------------------------------- | ----------- | -------------------------- | --- |
| 1   | 12–16 września 2022               | Lake Placid | U.S. International Classic |     |
| 2   | 16–19 września 2022               | Bergamo     | Lombardia Trophy           |     |
| 3   | 21–24 września 2022               | Oberstdorf  | Nebelhorn Trophy           |     |
| 4   | 29 września – 1 października 2022 | Bratysława  | Memoriał Ondreja Nepeli    |     |
| 5   | 5–9 października 2022             | Espoo       | Finlandia Trophy           |     |
| 6   | 12–16 października 2022           | Budapeszt   | Budapest Trophy            |     |
| 7   | 26–29 października 2022           | Astana      | Memoriał Dienisa Tena      |     |
| 8   | 9–13 listopada 2022               | Graz        | Ice Challenge              |     |
| 9   | 17–22 listopada 2022              | Warszawa    | Warsaw Cup                 |     |
| 10  | 7–10 grudnia 2022                 | Zagrzeb     | Golden Spin of Zagreb      |     |

## Wyniki

### Soliści
| Zawody                     | 1. miejsce          | 2. miejsce           | 3. miejsce        | Źr.    |
| -------------------------- | ------------------- | -------------------- | ----------------- | ------ |
| U.S. International Classic | Ilia Malinin        | Kévin Aymoz          | Camden Pulkinen   | [ 2 ]  |
| Lombardia Trophy           | Adam Siao Him Fa    | Koshiro Shimada      | Nikolaj Memola    | [ 3 ]  |
| Nebelhorn Trophy           | Keegan Messing      | Lee Si-hyeong        | Roman Sadovsky    | [ 4 ]  |
| Memoriał Ondreja Nepeli    | Gabriele Frangipani | Cha Jun-hwan         | Deniss Vasiļjevs  | [ 5 ]  |
| Finlandia Trophy           | Cha Jun-hwan        | Moris Kwitiełaszwili | Andreas Nordebäck | [ 6 ]  |
| Budapest Trophy            | Matteo Rizzo        | Lukas Britschgi      | Nikolaj Memola    | [ 7 ]  |
| Memoriał Dienisa Tena      | Nika Egadze         | Dias Jirenbajew      | Władmir Litwincew | [ 8 ]  |
| Ice Challenge              | Liam Kapeikis       | Andreas Nordebäck    | Nikita Starostin  | [ 9 ]  |
| Warsaw Cup                 | Kévin Aymoz         | Daniel Grassl        | Lukas Britschgi   | [ 10 ] |
| Golden Spin of Zagreb      | Camden Pulkinen     | Matteo Rizzo         | Michaił Selevko   | [ 11 ] |

### Solistki
| Zawody                     | 1. miejsce           | 2. miejsce        | 3. miejsce           | Źr.    |
| -------------------------- | -------------------- | ----------------- | -------------------- | ------ |
| U.S. International Classic | Kim Ye-lim           | You Young         | Mana Kawabe          | [ 12 ] |
| Lombardia Trophy           | Rinka Watanabe       | Kaori Sakamoto    | Jekatierina Kurakowa | [ 13 ] |
| Nebelhorn Trophy           | Loena Hendrickx      | Wi Seo-yeong      | Eva-Lotta Kiibus     | [ 14 ] |
| Memoriał Ondreja Nepeli    | Isabeau Levito       | Lara Naki Gutmann | Lee Hae-in           | [ 15 ] |
| Finlandia Trophy           | Kim Ye-lim           | Kim Chae-yeon     | Anastasija Gubanowa  | [ 16 ] |
| Budapest Trophy            | Ava Marie Ziegler    | Kimmy Repond      | Niina Petrõkina      | [ 17 ] |
| Memoriał Dienisa Tena      | Kim Min-chae         | Anna Lewkowiec    | Choi Da-bin          | [ 18 ] |
| Ice Challenge              | Anna Pezzetta        | Kaiya Ruiter      | Kimmy Repond         | [ 19 ] |
| Warsaw Cup                 | Jekatierina Kurakowa | Sarina Joos       | Janna Jyrkinen       | [ 20 ] |
| Golden Spin of Zagreb      | Lindsay Thorngren    | Bradie Tennell    | Madeline Schizas     | [ 21 ] |

### Pary sportowe
| Zawody                     | 1. miejsce                                      | 2. miejsce                           | 3. miejsce                               | Źr.                               |
| -------------------------- | ----------------------------------------------- | ------------------------------------ | ---------------------------------------- | --------------------------------- |
| U.S. International Classic | Rebecca Ghilardi / Filippo Ambrosini            | Emily Chan / Spencer Akira Howe      | Valentina Plazas / Maximiliano Fernandez | [ 22 ]                            |
| Lombardia Trophy           | Konkurencja nie została rozegrana               | Konkurencja nie została rozegrana    | Konkurencja nie została rozegrana        | Konkurencja nie została rozegrana |
| Nebelhorn Trophy           | Deanna Stellato-Dudek / Maxime Deschamps        | Alisa Jefimowa / Ruben Blommaert     | Annika Hocke / Robert Kunkel             | [ 23 ]                            |
| Memoriał Ondreja Nepeli    | Konkurencja nie została rozegrana               | Konkurencja nie została rozegrana    | Konkurencja nie została rozegrana        | Konkurencja nie została rozegrana |
| Finlandia Trophy           | Annika Hocke / Robert Kunkel                    | Alisa Jefimowa / Ruben Blommaert     | Brooke McIntosh / Benjamin Mimar         | [ 24 ]                            |
| Budapest Trophy            | Konkurencja nie została rozegrana               | Konkurencja nie została rozegrana    | Konkurencja nie została rozegrana        | Konkurencja nie została rozegrana |
| Memoriał Dienisa Tena      | Konkurencja nie została rozegrana               | Konkurencja nie została rozegrana    | Konkurencja nie została rozegrana        | Konkurencja nie została rozegrana |
| Ice Challenge              | Konkurencja nie została rozegrana               | Konkurencja nie została rozegrana    | Konkurencja nie została rozegrana        | Konkurencja nie została rozegrana |
| Warsaw Cup                 | Anastasija Gołubiewa / Hektor Giotopoulos Moore | Rebecca Ghilardi / Filippo Ambrosini | Letizia Roscher / Luis Schuster          | [ 25 ]                            |
| Golden Spin of Zagreb      | Anastasiia Smirnova / Danylo Siianytsia         | Ellie Kam / Danny O’Shea             | Lia Pereira / Trennt Michaud             | [ 26 ]                            |

### Pary taneczne
| Zawody                     | 1. miejsce                                   | 2. miejsce                                     | 3. miejsce                           | Źr.    |
| -------------------------- | -------------------------------------------- | ---------------------------------------------- | ------------------------------------ | ------ |
| U.S. International Classic | Lilah Fear / Lewis Gibson                    | Eva Pate / Logan Bye                           | Lorraine McNamara / Anton Spiridonov | [ 27 ] |
| Lombardia Trophy           | Charlène Guignard / Marco Fabbri             | Allison Reed / Saulius Ambrulevičius           | Natálie Taschlerová / Filip Taschler | [ 28 ] |
| Nebelhorn Trophy           | Lilah Fear / Lewis Gibson                    | Allison Reed / Saulius Ambrulevičius           | Carolane Soucisse / Shane Firus      | [ 29 ] |
| Memoriał Ondreja Nepeli    | Marjorie Lajoie / Zachary Lagha              | Eva Pate / Logan Bye                           | Marie Dupayage / Thomas Nabais       | [ 30 ] |
| Finlandia Trophy           | Laurence Fournier Beaudry / Nikolaj Sørensen | Kaitlin Hawayek / Jean-Luc Baker               | Juulia Turkkila / Matthias Versluis  | [ 31 ] |
| Budapest Trophy            | Marjorie Lajoie / Zachary Lagha              | Jewgienija Łopariowa / Geoffrey Brissaud       | Katarina Wolfkostin / Jeffrey Chen   | [ 32 ] |
| Memoriał Dienisa Tena      | Kana Muramoto / Daisuke Takahashi            | Jennifer Janse van Rensburg / Benjamin Steffan | Marija Ignatiewa / Danyjił Semko     | [ 33 ] |
| Ice Challenge              | Emily Bratti / Ian Somerville                | Natacha Lagouge / Arnaud Caffa                 | Lily Hensen / Nathan Lickers         | [ 34 ] |
| Warsaw Cup                 | Loïcia Demougeot / Théo Le Mercier           | Jennifer Janse van Rensburg / Benjamin Steffan | Marie Dupayage / Thomas Nabais       | [ 35 ] |
| Golden Spin of Zagreb      | Christina Carreira / Anthony Ponomarenko     | Allison Reed / Saulius Ambrulevičius           | Emilea Zingas / Wadym Kołesnyk       | [ 36 ] |

## Klasyfikacja końcowa
| Poz. | Zawodnik            | Nota końcowa |
| ---- | ------------------- | ------------ |
| 1    | Kévin Aymoz         | 494,19       |
| 2    | Lukas Britschgi     | 493,32       |
| 3    | Matteo Rizzo        | 482,20       |
| 4    | Cha Jun-hwan        | 479,52       |
| 5    | Gabriele Frangipani | 475,56       |
| 6    | Nikolaj Memola      | 461,99       |
| 7    | Camden Pulkinen     | 461,58       |
| 8    | Andreas Nordebäck   | 448,13       |
| 9    | Maxim Naumov        | 446,15       |
| 10   | Michaił Selevko     | 437,84       |

| Poz. | Zawodniczka          | Nota końcowa |
| ---- | -------------------- | ------------ |
| 1    | Kim Ye-lim           | 404,61       |
| 2    | Jekatierina Kurakowa | 378,39       |
| 3    | Lindsay Thorngren    | 361,57       |
| 4    | Lee Hae-in           | 360,60       |
| 5    | Kimmy Repond         | 347,09       |
| 6    | Lara Naki Gutmann    | 344,10       |
| 7    | Madeline Schizas     | 343,99       |
| 8    | Sarina Joos          | 341,55       |
| 9    | Lindsay van Zundert  | 339,62       |
| 10   | Nicole Schott        | 335,52       |

| Poz. | Zawodnicy                                | Nota końcowa |
| ---- | ---------------------------------------- | ------------ |
| 1    | Rebecca Ghilardi / Filippo Ambrosini     | 373,43       |
| 2    | Annika Hocke / Robert Kunkel             | 365,09       |
| 3    | Alisa Jefimowa / Ruben Blommaert         | 363,28       |
| 4    | Letizia Roscher / Luis Schuster          | 336,23       |
| 5    | Anastasiia Smirnova / Danylo Siianytsia  | 332,14       |
| 6    | Valentina Plazas / Maximiliano Fernandez | 328,23       |
| 7    | Darja Daniłowa / Michel Tsiba            | 315,88       |
| 8    | Nika Osipowa / Dmitry Epstein            | 313,20       |
| 9    | Maria Mokhova / Ivan Mokhov              | 306,49       |
| 10   | Anna Valesi / Manuel Piazza              | 304,85       |

| Poz. | Zawodnicy                                      | Nota końcowa |
| ---- | ---------------------------------------------- | ------------ |
| 1    | Lilah Fear / Lewis Gibson                      | 397,40       |
| 2    | Marjorie Lajoie / Zachary Lagha                | 395,75       |
| 3    | Allison Reed / Saulius Ambrulevičius           | 374,88       |
| 4    | Natálie Taschlerová / Filip Taschler           | 362,40       |
| 5    | Jennifer Janse van Rensburg / Benjamin Steffan | 359,41       |
| 6    | Eva Pate / Logan Bye                           | 358,32       |
| 7    | Emily Bratti / Ian Somerville                  | 349,61       |
| 8    | Loïcia Demougeot / Théo Le Mercier             | 348,95       |
| 9    | Lorraine McNamara / Anton Spiridonov           | 345,08       |
| 10   | Katarina Wolfkostin / Jeffrey Chen             | 344,53       |